# Sitnica
Sitnica je najveća rijeka na Kosovu. Izvire u jugoistočnom dijelu Kosova na planini Žegavac, na nadmorskoj visini od 996 metara.
Teče sredinom Kosova i kod Kosovske Mitrovice ulijeva se u Ibar. Površina sliva joj je 2.861 km² i obuhvaća Kosovo Polje i njegov rub.
Dužina Sitnice iznosi 90 km, a njen srednji protok na ušću je 9,5 m²/sek. Iako joj prosječna nadmorska visina sliva iznosi 1.000 m, Sitnica protičući dnom Kosova polja ima sve osobine ravničarskih rijeka: mali pad (0,76‰) i plitko vijugavo korito iz kojeg se pri višim vodostajima redovno izljeva, mijenjajući korito. 
U slivu Sitnice podignuta su i dva umjetna jezera: na Batlavi pritoci Laba, kod sela Orlana sa zapreminom od 30 milijuna m³ vode i na Gračanki kod manastira Gračanice, sa zapreminom od 50 milijuna m³ vode.

## Vanjske poveznice
|  | Zajednički poslužitelj ima još gradiva o temi Sitnica |